# (2346) Lilio
(2346) Lilio (1934 CB) – planetoida z pasa głównego asteroid okrążająca Słońce w ciągu 3,65 lat w średniej odległości 2,37 au. Odkryta 5 lutego 1934 roku.